# John Wall
Johnathan Hildred Wall Jr. (Raleigh, 6 september 1990) is een Amerikaans basketballer. Hij werd in 2010 als eerste gekozen tijdens de NBA Draft door de Washington Wizards.

## Professionele carrière
Nadat hij college basketbal had gespeeld voor de University of Kentucky werd hij in 2010 toegelaten tot de NBA Draft. Op 24 juni werd hij hierin zoals verwacht als eerste gekozen door de Washington Wizards. Vervolgens maakte hij zijn NBA-debuut tijdens een 112-83 nederlaag tegen Orlando Magic. Tijdens zijn derde wedstrijd werd hij de tweede speler ooit die minimaal negen assists had tijdens zijn eerste drie NBA wedstrijden. Op 10 november 2010 behaalde hij de eerste triple-double uit zijn carrière met 19 punten, 10 rebounds en 13 assists in één wedstrijd. Aan het einde van het seizoen werd hij tweede achter Blake Griffin in de verkiezing voor NBA Rookie of the Year en werd verkozen tot NBA All-Rookie First Team.
In zijn tweede seizoen speelde hij alle 66 wedstrijden in een seizoen verkort door de lock-out. Hij miste de start van het seizoen 2012/13 door een knieblessure en speelde in totaal 49 wedstrijden. In het seizoen 2013/14 werd hij voor een eerste keer geselecteerd voor de NBA All-Star Game, hij won dat jaar ook de NBA Slam Dunk Contest. In het seizoen 2014/15 werd hij voor een tweede keer geselecteerd voor de NBA All-Star en werd hij op het einde van het seizoen NBA All-Defensive Second Team. De volgende seizoen tot in 2018 werd hij geselecteerd in de All-Star en in 2017 werd hij All-NBA Third Team. In 2018 begonnen verschillende blessures op te treden en miste daardoor vaak een half seizoen. In het seizoen 2019/20 kwam hij niet aan spelen toe door een opeenstapeling van verschillende blessures.
Hij werd in december geruild naar de Houston Rockets samen met een draftpick voor Russell Westbrook. Hij speelde een seizoen voor de Rockets en besloot in samenspraak met de club om een tweede seizoen uit te zitten zodat de jongeren Kevin Porter Jr. en Jalen Green meer speelkansen kregen. In juli 2022 tekende hij een contract bij de Los Angeles Clippers.

## Erelijst
- NBA All-Star: 2014, 2015, 2016, 2017, 2018
- All-NBA Third Team: 2017
- NBA All-Defensive Second Team: 2015
- NBA All-Rookie First Team: 2011

## Statistieken

### Reguliere Seizoen
| Seizoen  | Team               | WG  | WS  | MPW  | 2P%  | 3P%  | FW%   | RPW | APW  | SPW | BPW | PPW  |
| -------- | ------------------ | --- | --- | ---- | ---- | ---- | ----- | --- | ---- | --- | --- | ---- |
| 2010/11  | Washington Wizards | 69  | 64  | 37,8 | 40,9 | 29,6 | 76,6  | 4,6 | 8,3  | 1,8 | 0,5 | 16,4 |
| 2011/12  | Washington Wizards | 66  | 66  | 36,2 | 42,3 | 7,1  | 78,9  | 4,5 | 8,0  | 1,4 | 0,9 | 16,3 |
| 2012/13  | Washington Wizards | 49  | 42  | 32,7 | 44,1 | 26,7 | 80,4  | 4,0 | 7,6  | 1,3 | 0,8 | 18,5 |
| 2013/14  | Washington Wizards | 82  | 82  | 36,3 | 43,3 | 35,1 | 80,5  | 4,1 | 8,8  | 1,8 | 0,5 | 19,3 |
| 2014/15  | Washington Wizards | 79  | 79  | 35,9 | 44,5 | 30,0 | 78,5  | 4,6 | 10,0 | 1,7 | 0,6 | 17,6 |
| 2015/16  | Washington Wizards | 77  | 77  | 36,2 | 42,4 | 35,1 | 79,1  | 4,9 | 10,2 | 1,9 | 0,8 | 19,9 |
| 2016/17  | Washington Wizards | 78  | 78  | 36,4 | 45,1 | 32,7 | 80,1  | 4,2 | 10,7 | 2,0 | 0,6 | 23,1 |
| 2017/18  | Washington Wizards | 41  | 41  | 34,4 | 42,0 | 37,1 | 72,6  | 3,7 | 9,6  | 1,4 | 1,1 | 19,4 |
| 2018/19  | Washington Wizards | 32  | 32  | 34,5 | 44,4 | 30,2 | 69,7  | 3,6 | 8,7  | 1,5 | 0,9 | 20,7 |
| 2020/21  | Houston Rockets    | 40  | 40  | 32,2 | 40,4 | 31,7 | 74,9  | 3,2 | 6,9  | 1,1 | 0,8 | 20,6 |
| Carrière | Carrière           | 613 | 601 | 35,6 | 43,1 | 32,3 | 77,9  | 4,3 | 9,1  | 1,7 | 0,7 | 19,1 |
| All-Star | All-Star           | 4   | 1   | 21,2 | 61,2 | 33,3 | 100,0 | 4,2 | 4,5  | 2,2 | 0,0 | 16,2 |

### Play-offs
| Seizoen  | Team               | WG | WS | MPW  | 2P%  | 3P%  | FW%  | RPW | APW  | SPW | BPW | PPW  |
| -------- | ------------------ | -- | -- | ---- | ---- | ---- | ---- | --- | ---- | --- | --- | ---- |
| 2013/14  | Washington Wizards | 11 | 11 | 38,2 | 36,6 | 21,9 | 76,5 | 4,0 | 7,1  | 1,6 | 0,7 | 16,3 |
| 2014/15  | Washington Wizards | 7  | 7  | 39,0 | 39,1 | 17,6 | 84,6 | 4,7 | 11,9 | 1,4 | 1,4 | 17,4 |
| 2016/17  | Washington Wizards | 13 | 13 | 39,0 | 45,2 | 34,4 | 83,9 | 3,7 | 10,3 | 1,7 | 1,2 | 27,2 |
| 2017/18  | Washington Wizards | 6  | 6  | 39,0 | 44,1 | 19,0 | 85,1 | 5,7 | 11,5 | 2,3 | 1,3 | 26,0 |
| Carrière | Carrière           | 37 | 37 | 38,8 | 41,9 | 26,7 | 82,2 | 4,3 | 9,8  | 1,7 | 1,1 | 21,9 |